# V772 Herculis
V772 Herculis, eller HD 165590, är en kvintippelstjärna i mellersta delen av stjärnbilden Herkules. Den har en kombinerad skenbar magnitud av ca 7,07 och kräver åtminstone en stark handkikare eller ett mindre teleskop för att kunna observeras. Baserat på parallax enligt Gaia Data Release 3 på ca 26,5 mas, beräknas den befinna sig på ett avstånd på ca 123 ljusår (ca 38 parsek) från solen. Den rör sig närmare solen med en heliocentrisk radialhastighet på ca -23 km/s.

## Egenskaper

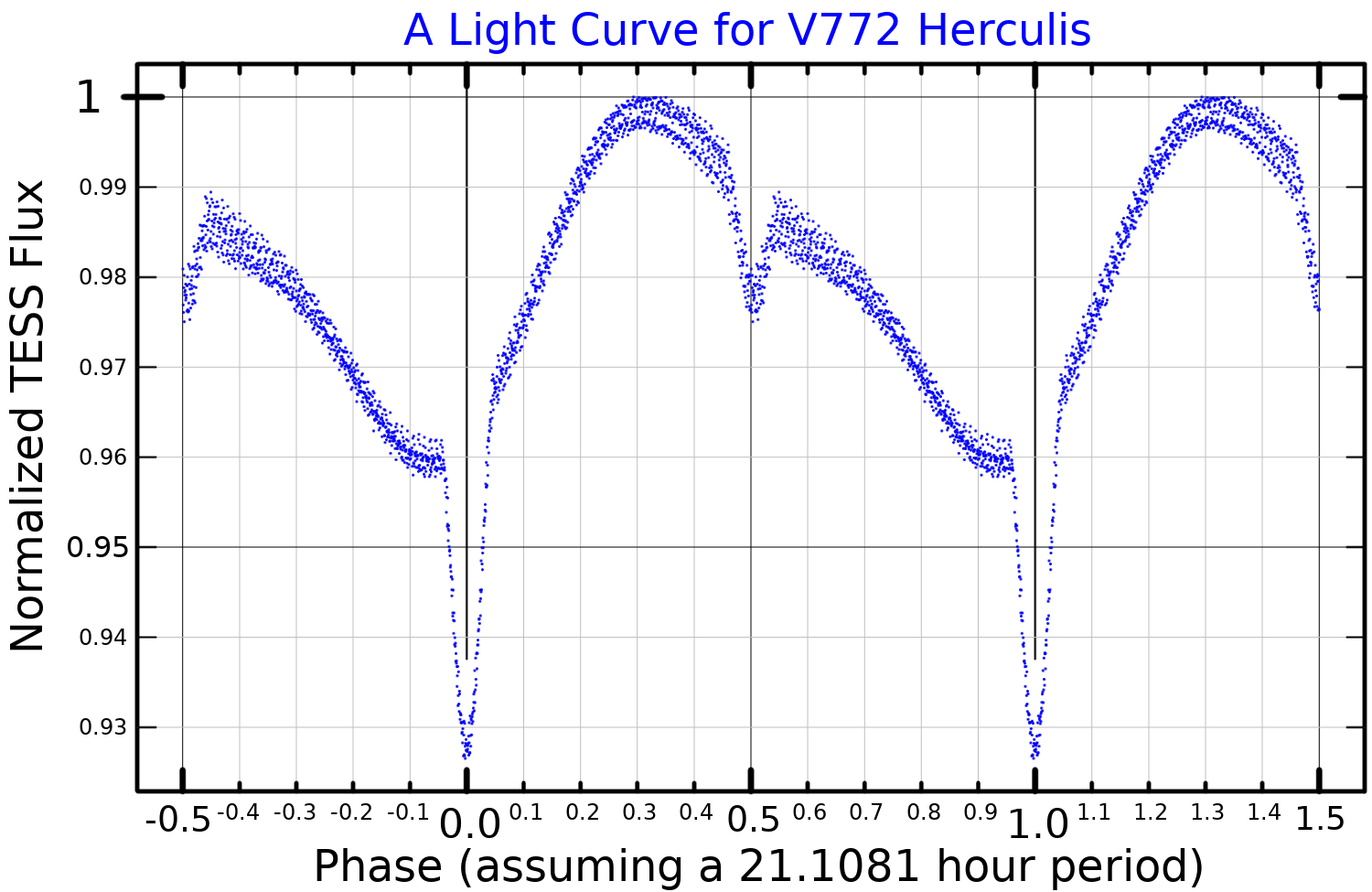
Ljuskurva för V772 Herculis, plottad från TESS.

Primärstjärnan V772 Herculis Aa är en gul till vit stjärna i huvudserien av spektralklass G1V. Den har en massa som är ca 1,1 solmassa, en radie som är ca 0,9 solradie och har en effektiv temperatur av ca 5 900 K.
Primärstjärnan V772 Herculis A är en förmörkelsevariabel, ADS 11060A, bestående av stjärnor av spektralklass G1 V och K6 V i huvudserien med stark stjärnfläcksaktivitet. En radioflare från stjärnan upptäcktes 2011. Omloppserioden för komponenterna i primärstjärnan, ADS 11060Aa och ADS 11060Ab, är 0,87950 dygn.
En följeslagare i huvudserien, ADS 11060B av spektraltyp G5 med en separation av 0,491 bågsekunder, kretsar kring primärstjärnan med en omloppsperiod av 20,08 år.
Det finns också en misstänkt följeslagare, dubbelstjärnan ADS 11060C (Gaia EDR3 4576326312901650560) med en projicerad separation av 29 bågsekunder (1200 AE) från ADS 11060AB. ADS 11060C består av stjärnor av spektraltyp K7 och M0 i huvudserien, som kretsar kring varandra med en period på 25,7631 dygn utan förmörkelser. Dubbelstjärnan är en BY Draconis-variabel med variabelbeteckningen V885 Herculis. 
Planetbanorna i de beboeliga zonerna i systemet ADS 11060AB är instabila på grund av följeslagarnas gravitationspåverkan.